# ジェフ・ヒーリー
ジェフ・ヒーリー (Jeff Healey、1966年3月25日 - 2008年3月2日) は、カナダのギタリスト、シンガー。本名、ノーマン・ジェフリー・ヒーリー。1988年のデビュー当時はブルースロックを前面に押し出していたが、ジャズもプレイする。ヒザの上にギターを置き、上からフィンガーボードを押さえる独特の奏法でプレイする。

## 来歴
カナダのトロントに生まれたヒーリーは、1歳のときガンにより失明する。3歳でギターを弾くようになり、17歳のときに初めてのバンドを結成した。その演奏スタイルは、ひざの上にギターを置いて、両手の10本の指を自在に滑らせるというもので、彼独特の奏法である。
パトリック・スウェイジ主演の映画『ロードハウス/孤独の街』(1989年) に出演し、それがきっかけとなりアリスタ・レコードと契約。1988年にアルバムSee the Lightでデビューを果した。そこからのシングルカット曲である「Angel Eyes」は、全米ヒットチャート（ビルボード誌_HOT 100 Singles）で最高位5位、89年_年間チャートでも80位にランクされる大ヒットとなった。
アリスタからは、ジェフ・ヒーリー・バンド名義で計4枚のアルバムをリリースした。その後は、トラディショナルなジャズの作品も手がけている。また、地元トロントでは自身のクラブ"Jeff Healey's Road House"を経営。またラジオのDJも務めた。
2007年にはガンを取り除くために脚と肺の手術を受けている。闘病生活を送りながらも演奏活動は続け、2008年に久々のブルースロック・アルバムMess of the Bluesを完成させた。そのリリースを目前に控えた2008年3月2日、トロントのセントジョセフ病院にてガンのために亡くなった。41歳だった。

## ディスコグラフィー
- 1988年 See the Light (Arista)
- 1989年 Road House: The Original Soundtrack (Arista)
- 1990年 Hell to Pay (Arista)
- 1992年 Feel This (Arista)
- 1995年 Cover to Cover (Arista)
- 2000年 Get Me Some (Eagle)
- 2002年 Among Friends (Stony Plain)
- 2004年 Adventures in Jazzland (Stony Plain)
- 2006年 It's Tight Like That (Stony Plain)
- 2008年 Mess of Blues (Stony Plain)